# Bitwa nad Wilson’s Creek
Bitwa nad Wilson’s Creek (niekiedy określana jako bitwa pod Oak Hills) – starcie zbrojne, które miało miejsce 10 sierpnia 1861 roku na terenie obecnych hrabstw Greene i Christian w stanie Missouri. Zwycięstwo Konfederacji nad siłami Unii pozwoliło jej uzyskać kontrolę nad południowo-zachodnią częścią stanu. Była to najważniejsza bitwa wojny secesyjnej w Missouri w 1861 roku i z tego powodu niekiedy określana jest przez historyków jako „Bull Run zachodu” w nawiązaniu do I bitwy nad Bull Run na wschodnim froncie wojny secesyjnej.

## Przebieg bitwy
Podczas gdy dowodzona przez generała Nathaniela Lyona armia Unii stacjonowała w pobliżu Springfield w Missouri, zbliżały się do niej siły Konfederacji pod dowództwem generała Bena McCullocha wspierane przez oddziały gwardii stanu Missouri dowodzone przez generała Sterlinga Price’a. Obie strony konfliktu spędziły 9 sierpnia 1861 roku przygotowując plany ataku. Lyon planował zaatakować przy pomocy dwóch kolumn.
Następnego dnia około 5 rano Lyon rozpoczął główny atak na pozycje konfederatów od północy, podczas gdy kolumna dowodzona przez Franza Sigela zaatakowała od południa. Atak Lyona zaskoczył konfederatów i udało mu się szybko zająć obozowisko konfederatów i wyprzeć ich poza grań wzniesienia określanego obecnie jako „krwawe wzgórze” (ang. Bloody Hill).
Kolumna Sigela również początkowo odnosiła sukcesy, jednak wkrótce losy bitwy odmieniły się, gdy McCulloch wyprowadził kontratak. W tym okresie mundury jeszcze nie były ustandaryzowane i ludzie McCullocha nosili mundury podobne do mundurów oddziałów Sigela. Początkowo żołnierze Unii uznali zbliżające się oddziały McCullocha za posiłki Unii, a kiedy odkryli swój błąd, było już za późno. Dzięki temu zamieszaniu szala bitwy przechyliła się na korzyść konfederatów.
Konfederaci trzykrotnie atakowali pozycje unionistów, jednak nie udało im się przełamać ich linii. Około 11 rano major Samuel Sturgis, który przejął dowództwo nad siłami Unii po tym, jak generał Lyon został postrzelony i zabity w walce, uświadomił sobie, że jego ludzie są wyczerpani i brakuje im amunicji i rozkazał im wycofać się w kierunku miasta Rolla. Konfederaci, którzy odnieśli zwycięstwo na polu bitwy, byli zbyt zdezorganizowani i niedostatecznie wyposażeni, aby podążyć w pościg za oddziałami Unii.
Zwycięstwo Konfederacji zmobilizowało sympatyków Południa w Missouri. Sterling Price, który współdowodził nad Wilson’s Creek, wykorzystał je, aby wraz z gwardią stanu Missouri rozpocząć inwazję na północ, która doprowadziła 20 września 1861 roku do I bitwy pod Lexington.
Na froncie politycznym, pełniący obowiązki gubernatora Missouri na wygnaniu Claiborne Fox Jackson wykorzystał zwycięstwo, aby pod koniec października zwołać sesję stanowego parlamentu, która przegłosowała secesję stanu Missouri z Unii. Decyzja ta została zaakceptowana przez Konfederację, mimo że sama sesja, a zatem i głosowanie, nie były legalne, ponieważ nie uczestniczyła w nich wymagana liczba parlamentarzystów.
Pole bitwy nad Wilson’s Creek jest obecnie objęte ochroną federalną jako Wilson's Creek National Battlefield – historyczny obszar chroniony na prawach podobnych do parku narodowego znajdujący się pod zarządem National Park Service.

## Literatura dodatkowa
- William Riley Brooksher: Bloody Hill: The Civil War Battle of Wilson’s Creek. ISBN 978-1-57488-205-6. Brak numerów stron w książce
- William Garrett Piston, Richard W. Hatcher: Wilson’s Creek: The Second Battle of the Civil War and the Men Who Fought It. UNC Press, 2003. ISBN 0-8078-5575-8. Brak numerów stron w książce